# Notre-Dame-de-Commiers
Notre-Dame-de-Commiers is een gemeente in het Franse departement Isère (regio Auvergne-Rhône-Alpes) en telt 377 inwoners (1999). De plaats maakt deel uit van het arrondissement Grenoble.

## Geografie
De oppervlakte van Notre-Dame-de-Commiers bedraagt 4,8 km², de bevolkingsdichtheid is 78,5 inwoners per km².
De onderstaande kaart toont de ligging van Notre-Dame-de-Commiers met de belangrijkste infrastructuur en aangrenzende gemeenten.

## Demografie
Onderstaande figuur toont het verloop van het inwonertal (bron: INSEE-tellingen).